# شركة بترول رأس الخيمة
شركة تأسست عام 2005 مقرها الرئيسي في دبي، كما لها أفرع في رأس الخيمة ومسقط. تعمل الشركة بمجال التنقيب عن النفض والغاز الطبيعي في الشرق الأوسط.
حققت الشركة في الربع الثاني أرباحاً تقدر بـ 48.8 مليون درهم.
تأسست بموجب قوانين إنجلترا وويلز كشركة عامة محدودة معتمدة. إحدى شركات المنطقة التجارية الحرة برأس الخيمة ، وتبلغ حصتها الرئيسية 44.94٪ من شركة الغاز والنفط DNO ASA النرويجية و 33.33٪ من شركة البترول البحرية فوكستروت

## الهوامش
1. 1 2 3  RAK Petroleum نسخة محفوظة 18 ديسمبر 2014 على موقع واي باك مشين.
2. ↑  "About us". http://www.rakpetroleum.ae/About-us/About-us. 6 سبتمبر 2021. مؤرشف من الأصل في 2020-07-17. اطلع عليه بتاريخ 2021-09-06. {{استشهاد ويب}}: روابط خارجية في |موقع= (مساعدة)